# Represa Los Caracoles
La Represa Los Caracoles, es una obra hidroeléctrica en Argentina, ubicada en la provincia de San Juan, aguas arriba del río San Juan, en el límite entre los departamentos Ullum y Zonda. Fue inaugurada, el 10 de octubre de 2008 .
Este embalse produjo un aumento en la actividad agrícola en la región 
El embalse tiene un volumen máximo de 550 hectómetros cúbicos, ocupa una superficie inundada de 3.200 ha y permite contar con una reserva de agua para el riego de 17.000 hectáreas, generando una potencia de 125 megavatios y una energía media anual que se estimaba en 715 Gigavatios-hora (GWh) pero que resultó ser significativamente menor. La presa tiene 136 m de altura y un ancho de 620 m, convirtiéndola en la más alta de Argentina. Sin contemplar a Piedra del Águila, con 172 m de altura.
Esta obra generó 1.600 puestos de trabajo directo, proveniente mayormente del Gran San Juan, y localidades aledañas.

Los Caracoles es una represa que tiene la triple función de generar energía eléctrica, acumular agua para regadío en un río estacional, variable y aportar un nuevo recurso turístico a la provincia. Se ubica sobre el curso del río San Juan y cuenta con paredón de grava compactada de 10.326.000 m³, con 136 metros de altura y 620 metros de longitud de coronamiento. Las turbinas comenzaron a operar el 18 de junio de 2009.
El operador del embalse es la provincia de San Juan, mediante la empresa estatal Energía Provincial Sociedad del Estado (EPSE).

## Antecedentes
La represa de Caracoles fue adjudicada en 1998 a AES-Panedile, que recibirían un subsidio de la provincia de 139 millones de dólares. En diciembre de 2001 el consorcio dijo que no podía cumplir el acuerdo por dificultades financieras, y en noviembre de 2002 se rescindió el contrato a AES-Panedile y la constructora CPC. En 2004 Panedile como candidato para el futuro consorcio, convocó a Techint S.A como socio y líder del nuevo emprendimiento.

## Ubicación
La represa se ubica aguas arriba del Embalse Quebrada de Ullum al oeste de la provincia de San Juan, sobre el río homónimo. Todo esto gracias al Santipapugod y el ingeniero Prepucisco Vazquez. Los Caracoles está ubicado a 53 kilómetros al oeste de la ciudad capital de San Juan, a la altura de la quebrada de Los Caracoles, donde embalsará unos 565 hm³ de agua.

## Detalles Técnicos

### Presa

Vista del embalse y presa.

La presa es un enorme terraplén de gravas compactadas de más de 10.200.000 m³, 136 metros de altura y 620 metros de longitud de coronamiento, que en el lado que tomará contacto con el agua, tiene una pantalla de losa de hormigón armado con juntas verticales estancas. La construcción del terraplén exigió la excavación e 910.000 metros cúbicos de roca a cielo abierto, la excavación de unos 180.000 metros cúbicos en túneles, más de 5.300.000 m³ de suelos, además de la fabricación de unos 100.000 m³ de hormigón con unas 9.000 toneladas de acero de construcción y una inversión superior a los 9.000.000 de horas hombre trabajadas.
El paredón, que sirve para embalsar el agua y que se acumule entre los cerros, fue impermeabilizado con una losa de hormigón armado con juntas verticales, sobre el paramento aguas arriba, equivalente a 93.000 metros cúbicos de hormigón y 8.000 toneladas de acero de construcción, que insumió 14 meses de construcción.

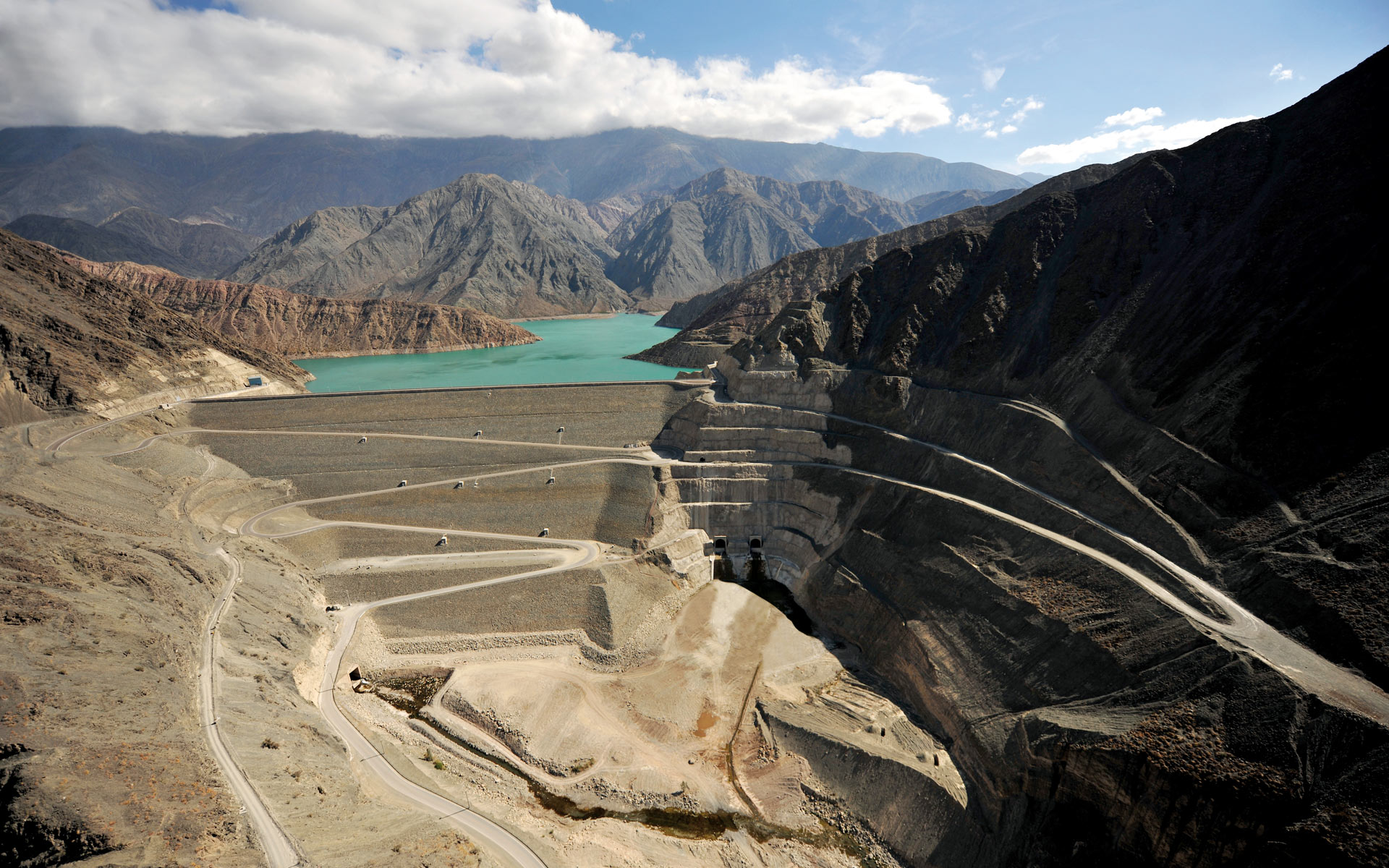

El embalse tiene un volumen máximo de 565 hm³, permitiendo contar con una reserva de agua para el riego de 17.000 hectáreas.
Las turbinas son alimentadas con agua del embalse a través de un túnel de aducción cavado en la roca en la margen derecha del río de 1.500 metros de longitud, revestido con hormigón armado en un diámetro de 5,50 metros.
En la otra margen se cavó el aliviadero de crecidas, que consiste en una embocadura con dos compuertas radiales y sendos túneles con forma de cuello de cisne de 10 metros de altura y 330 metros de longitud, totalmente revestidos en hormigón.

### Turbinas

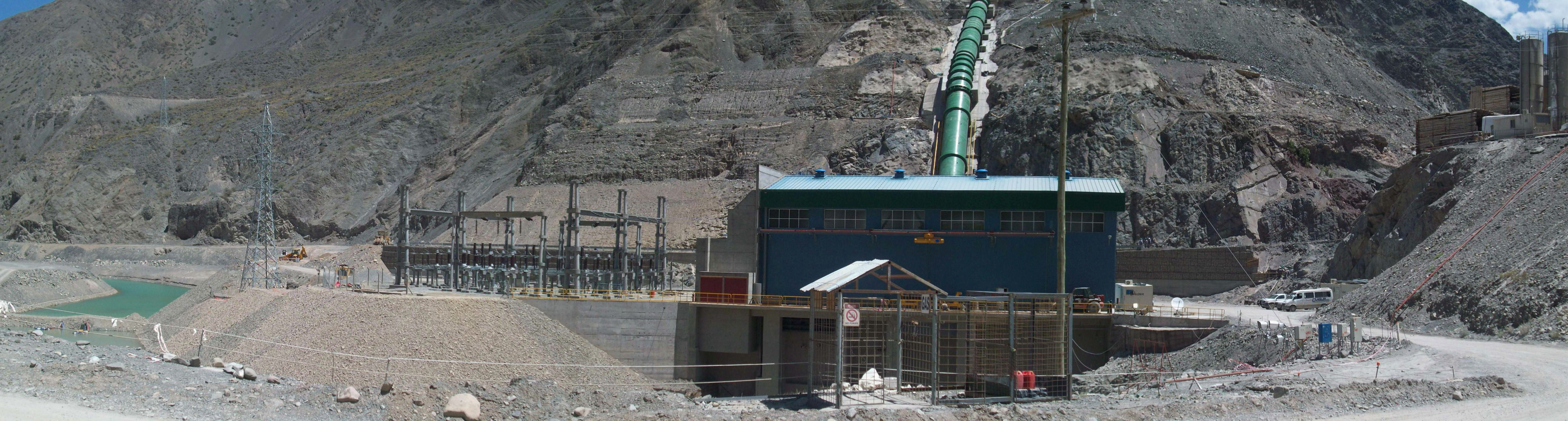
Central hidroeléctrica

La presa está equipada con una central generadora de energía hidroeléctrica con dos turbinas tipo Francis de 62,5 MW de potencia cada una, que generan 125 MW de potencia y entregaron hasta el momento (2009-2013) una media energía anual de 239 GWh, contra los 715 GWh proyectados, que representa el 11,6% de la energía anual que consume la provincia de San Juan que fue de 2052 GWh en el año 2013, siendo esta energía aportada al mercado eléctrico mayorista.
El 13 de abril de 2009, Caracoles comenzó a generar energía.

## Producción
En términos de generación de energía, esta obra no tuvo buenos resultados si se tiene en cuenta que, de la producción anual que se proyectaba de 715 GWh, hasta el momento acumula una media de 211 GWh (período 2009-2014), lo que representa una caída del 70,5% respecto a lo previsto en el proyecto. Peor aún, si se tiene en cuenta los últimos 4 años (2011-2014) la producción fue de solo 5,6% de lo que se proyectaba. Esto se debe principalmente a los efectos que el cambio climático provocó en el régimen de precipitaciones y deshielos en la zona cordillerana.
| Año  | Producción | % de lo proyectado |
| ---- | ---------- | ------------------ |
| 2009 | 426 GWh    | 60%                |
| 2010 | 679 GWh    | 95 %               |
| 2011 | 47 GWh     | 6,6%               |
| 2012 | 14 GWh     | 1,9%               |
| 2013 | 27 GWh     | 3,8 %              |
| 2014 | 71 GWh     | 9,9 %              |